# Itika (Beamter)
Itika (auch Iti-ka) ist der Name eines hohen altägyptischen Beamten der 1. Dynastie, der unter den Königen (Pharaonen) Semerchet und Qaa diente.

## Belege
Itikas Name erscheint auf seiner Grabstele aus Kalkstein zusammen mit den Titeln „Semer-per-nesu“ und „Wedpu“. Ihre Basis ist abgebrochen und die Stele ist in heutigem Zustand 20 cm hoch und 24,50 cm breit. Sie befindet sich unter der Inventar-Nummer 35019 im British Museum.

## Grab
Itika wurde in einem Nebengrab der königlichen Nekropolen Tomb U (Semerchet) oder Tomb Q (Qaa) zu Abydos bestattet. Bis zum Beginn der 2. Dynastie war es altägyptische Tradition, dass ein Teil der Angehörigen des Königshauses dem Herrscher in den Tod folgen musste.